# Коносьер

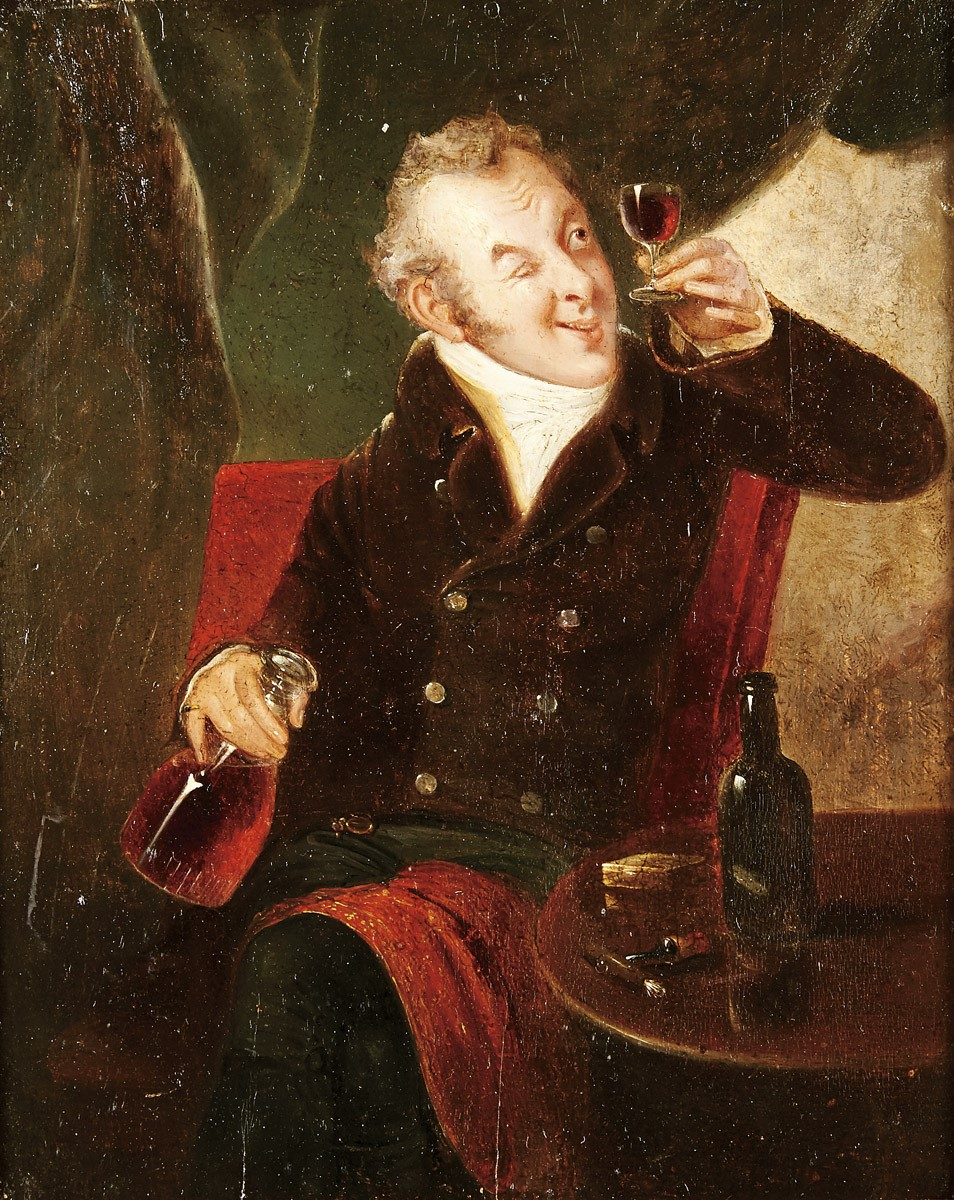
Ценитель вина

Коносьер, правильно: коннессёр (фр. connaisseur, от средне-французского connoistre, принявшего впоследствии форму слова connaître, означающего «быть знакомым с» или «знать что-либо или кого-либо») — знаток, любитель и собиратель чего-либо.

## История термина
В XVIII веке термин использовался для обозначения человека с привередливым вкусом или претенциозного критика. Термин «коносьер» во многих языках употребляется в контексте гастрономии, то есть в связи с изысканной пищей, пивом, вином, чаем и многими другими продуктами питания, потребление которых приятно для восприятия органами чувств.
В 1760 года Оливер Годсмит писал: «Живопись теперь становится единственным объектом светской заботы; звание коносьера в этом виде искусства в настоящее время является самым надёжным пропуском для входа в фешенебельное общество; своевременное пожимание плечами, восхищённое отношение и пара причудливых восклицаний достаточны для подтверждения компетентности человека, оказавшегося в стесненных обстоятельствах, намеренного своим подобострастным поведением втереться в доверие в любом таком светском обществе».
В XIX веке термин «коннесёр» стали рассматривать преимущественно в отношении к изобразительному искусству в значении методики «знато́ческой», основывающийся на интуиции опытного знатока, атрибуции произведений искусства.
В современном понимании знаточество — «направление и метод в искусствознании как неотъемлемая составляющая коллекционирования произведений искусства». Основная практическая цель такого метода заключается в совершенствовании методики атрибуций произведений изобразительного искусства.
Классика знаточеской атрибуции произведений искусства связана с деятельностью выдающегося итальянского знатока и коллекционера Джованни Морелли. Он не стал как было принято до него придавать решающее значение правильности композиции, особенностям рисунка и колорита картины, а начал обращать внимание на мелкие, якобы ничего не значащие, детали. Морелли был убеждён, что рука мастера выдает себя в незначительных приметах, даже в тех случаях, когда он пытается подражать другому, более знаменитому художнику или копировать его произведения. Так, подобно индивидуальному почерку, манеру живописца-портретиста во всех его произведениях можно отличить по бессознательно повторяющимся из картины в картину рисунку крыльев носа, мочки уха, внутреннего уголка глаза или завитка волос. Эти бессознательные следы вряд ли могут быть скопированы, и «после расшифровки они свидетельствуют подобно отпечаткам пальцев на месте преступления. Инстинктивное в творчестве художника Морелли считал наиболее важным. Личность художника достовернее всего выражается в деталях, которым сознательно уделяется меньше всего внимания».
Деятельность «знатоков» в разное время и разных странах имела важное значение для правильной атрибуции и каталогизации произведений искусства, находящихся в музеях, картинных галереях и частных собраниях.